# Espelkamp
Espelkamp là một thị xã ở huyện Minden-Lübbecke, bang Nordrhein-Westfalen, nước Đức. Đô thị Espelkamp có diện tích 84,1 km².
Espelkamp có cự ly khoảng 10 km về phía bắc Lübbecke và 20 kilometers về phía tây bắc của Minden.
Các đơn vị giáp ranh:
| - Hille - Lübbecke - Preußisch Oldendorf - Stemwede | - Rahden - Samtgemeinde - Uchte |

## Các khu vực dân cư
Espelkamp bao gồm 9 khu dân cư:
| - Espelkamp - Alt-Espelkamp - Fabbenstedt - Fiestel - Frotheim | - Gestringen - Isenstedt - Schmalge - Vehlage |

### Đô thị kết nghĩa
- Angermünde (Brandenburg, Đức)
- Borås (Thụy Điển)
- Nagykörös (Hungary)
- Torgelow (Mecklenburg-Vorpommern, Đức)